# Bauklasse (Österreich)
Der Begriff Bauklasse nach österreichischem Recht ist eine Regelung für die Errichtung von Gebäuden auf Grundstücken und beschreibt die maximal erlaubte Bauhöhe. Der jeweilige Bebauungsplan ist Teil des örtlichen Flächenwidmungsplans. Bauhöhen werden in Österreich von den jeweiligen Bundesländern festgelegt, wobei nur die Bundesländer Niederösterreich und Wien diese in Bauklassen einordnen.

## Bauklassen in Niederösterreich
Nach der Niederösterreichischen Bauordnung wird in neun Bauklassen unterteilt:
- Bauklasse I bis 5 m
- Bauklasse II über 5 m bis 8 m
- Bauklasse III über 8 m bis 11 m
- Bauklasse IV über 11 m bis 14 m
- Bauklasse V über 14 m bis 17 m
- Bauklasse VI über 17 m bis 20 m
- Bauklasse VII über 20 m bis 23 m
- Bauklasse VIII über 23 m bis 25 m
- Bauklasse IX (Hochhaus) über 25 m

## Bauklassen in Wien
Nach der Wiener Bauordnung ist die Gebäudehöhe für Wohngebiete und gemischte Baugebiete in sechs Klassen eingeteilt:
- Bauklasse I mindestens 2,5 m und nicht höher als die Straßenbreite + 2 m, höchstens 9 m
- Bauklasse II mindestens 2,5 m und nicht höher als die Straßenbreite + 2 m, höchstens 12 m
- Bauklasse III mindestens 9 m und nicht höher als die Straßenbreite + 3 m, höchstens 16 m
- Bauklasse IV mehr als 12 m und nicht höher als die Straßenbreite + 3 m wenn die Straßenbreite gleich oder kleiner 15 m ist, ab 15 m Straßenbreite gilt Straßenbreite + 4 m, höchstens 21 m
- Bauklasse V mehr als 16 m und nicht höher als die zweifache Straßenbreite, höchstens 26 m
- Bauklasse VI mehr als 26 m und nicht höher als die zweifache Straßenbreite
- ab 35 m wird das Gebäude als Hochhaus bezeichnet

Dabei ist jedoch zu beachten, dass Gebäude, die von der Verkehrsfläche aus gesehen zur Gänze hinter anderen Gebäuden errichtet werden, die Mindesthöhe nicht einhalten müssen.